# Maurice Delafosse

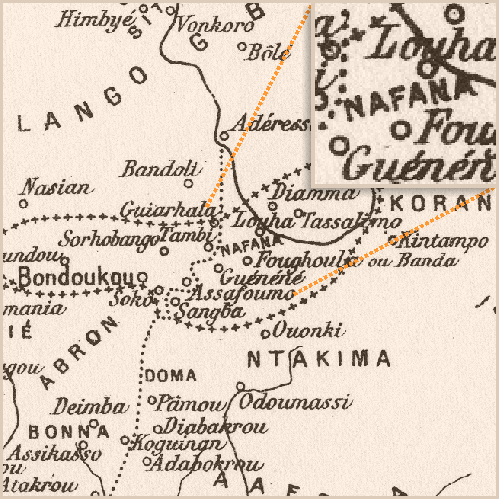
Fragment del mapa lingüñistic de Delafosse (1904) on es ressalta Nafaanra ('Nafana') a la frontera entre Costa d'Ivori i Ghana.

Maurice Delafosse (20 de desembre de 1870 - 13 de novembre de 1926) va ser un etnògraf francès que va treballar en el camp de les llengües africanes. En una ressenya de la seva autobiografia, escrita per la seva filla, és descrit com "un dels més destacats colonialistes i etnòlegs francesos dels seus temps".